# Unbreakable (Alborosie)
Unbreakable (sottotitolato Alborosie meets The Wailers United) è un album in studio del cantante italiano naturalizzato giamaicano Alborosie, pubblicato nel 2018.
Nella realizzazione del disco, l'artista si è avvalso della collaborazione di alcuni membri del gruppo The Wailers (Aston Barrett, Junior Marvin, Tyrone Downie) e di Aston Barrett Jr..

## Tracce
1. Unforgiven (feat. Raging Fyah)
2. Mystical Reggae (feat. Jah Cure)
3. Lie
4. Live Conscious
5. Contradiction (feat. Chronixx)
6. Mission
7. Too Rock (feat. Beres Hammond)
8. Wailing Dub
9. Table Has Turned
10. Youth Like Me
11. Unbreakable (feat. J Boog)
12. One Chord
13. Under Control
14. Fams Dub (Outro)